# Ctenoplusia chalcopasta
Ctenoplusia chalcopasta är en fjärilsart som beskrevs av George Francis Hampson 1912. Ctenoplusia chalcopasta ingår i släktet Ctenoplusia och familjen nattflyn. Inga underarter finns listade i Catalogue of Life.